# ペイパーコール
ペイパーコール(Pay Per Call, PPC)とは、Webやメディアに表記された電話番号に、ユーザーからの電話を着信させることによる着信課金広告ビジネスである。広義の意味では大手電気通信事業者が発行する発信者無料の電話番号（フリーダイヤル）もそれにあたるように思えるが、『ペイパーコール』という言葉が示す意味としては、着信課金する広告ビジネスモデルを指すことから、発信者無料の電話番号自体はペイパーコールには該当しない。

## 概要
インターネット広告の一つの手法である「ペイパークリック」(PayPerClick)は、クリック数に応じて広告料金が課金されているが、ペイパーコール方式は、電話回数に応じて広告料金が決まる。広告に広告主への無料電話番号が掲載され、ユーザーがその電話番号へコールするたびに広告料金が上積みされていくモデルである。
ペイパークリックが、広告主側と媒体側の双方から高く評価されている理由は、トラッキングによってクリック数のカウントやユーザーがどの経路から流入したのかといったデータを詳細に把握できるからである。 
しかし、電話に関しては広告主ごとの実際の被コール数や通話時間など、電話番号の露出に対する効果を正確に知ることは非常に困難であった。
ペイパーコールでは、ユーザーからの電話に関するログ（被コール数、通話時間）を正確に記録・転送することで、通話に関するデータの取得（トラッキング）を行い、ペイパークリックと同じような効果測定および成果報酬型の広告展開を可能とする。

## 特徴と性質
マーケティング活用
複数の広告に個別の番号を割り振ることで、それぞれの反響を数値化できるため、今まで感覚に頼っていた広告の成果を可視化してマーケティングに活用ができるようになる。
着信者課金・発信者課金
ペイパーコール方式で利用される電話番号は、着信者課金の無料電話番号や、発信者課金の電話番号の双方で利用可能の為、サービスの性質によって使い分けることができる。
大量電話番号
ペイパーコールのサービスを提供するためには、サイトやサービス、商品ごとに電話番号を個別に割り振る事でトラッキングを可能としているため、発行する電話番号は大量なものとなる。通常の「0ABJ番号」と呼ばれる11桁までの電話番号体系では電話番号の維持費用や運用負荷などから、電話番号ごとにコストがかからない番号体系での運用や、システム提供会社とのAPI接続による運用負荷の軽減などが必要となる。
動的電話番号
電話番号は本来店舗、人、施設などに静的に付与されているものである。しかし、Webテクノロジーとテレフォニーテクノロジーが高度に融合されたサービスでは、単純に店舗の電話番号をペイパーコール電話番号で置き換えるだけでは足らず、ユーザーの特定やランディングページに訪れた遷移までも複合してトラッキングする必要があるため、例えば店舗情報を閲覧しているユーザー情報に瞬間的に紐づけた電話番号を露出し、多彩なトラッキングを可能としている。
電話番号リサイクル
動的な電話番号は、その性質上、架電の有無に関わらず大量に発行されてしまう。 実際に露出されても受電しないものも多く含まれ、効率よく番号を運用するために、一定のロジックに従って電話番号がリサイクルされ、効率よく運用するシステムが必須となる。
IP電話
電話番号体系の制限や、電話料金を広告主が負担しなければならない事を考えると、IP電話（特にソフトフォン）との親和性が高いと考えられる。例えば、Webで広告をクリックしたら、そのまま広告主に電話がかかる仕組みである。ところが、このモデルを確立するためには、ユーザー側の環境に左右されすぎるために、現実的ではない。パソコンにソフトフォンがインストールされ、通話するためのデバイスが接続され、あたりまえのようにパソコンから通話する時代になるまで待たなければならない。

## 日本国外の事例
日本国外での事例は、米ingenio社がポータルサイトに対してペイパーコール機能を提供しており、着実にそのマーケットを広げている（米国での「PayPerCall」商標保持者）。AOLなどは検索連動型広告と併用し、検索入力されたキーワードによって検索結果の最上位に専用電話番号を表示させている。

## 日本国内の事例
ネット広告のビジネスモデルは、基本的に米国主導の形が強いが、ペイパーコールに関しては日本国内での取り組みは意外と早い。日本国内でいち早くペイパーコールのサービスを提供したのはコムスクエアで、2003年にスタートし、既に専門サイトなどで採用されている（日本での「ペイパーコール」商標保持者、またペイパーコール関連の国際・国内特許を保有）。その他トランスコスモスやIPフォンを使ったペイパーコール事業者、フリービットなどが事業参入したが、トランスコスモスはフリービットに事業譲渡している。